# كل العيون على رفح

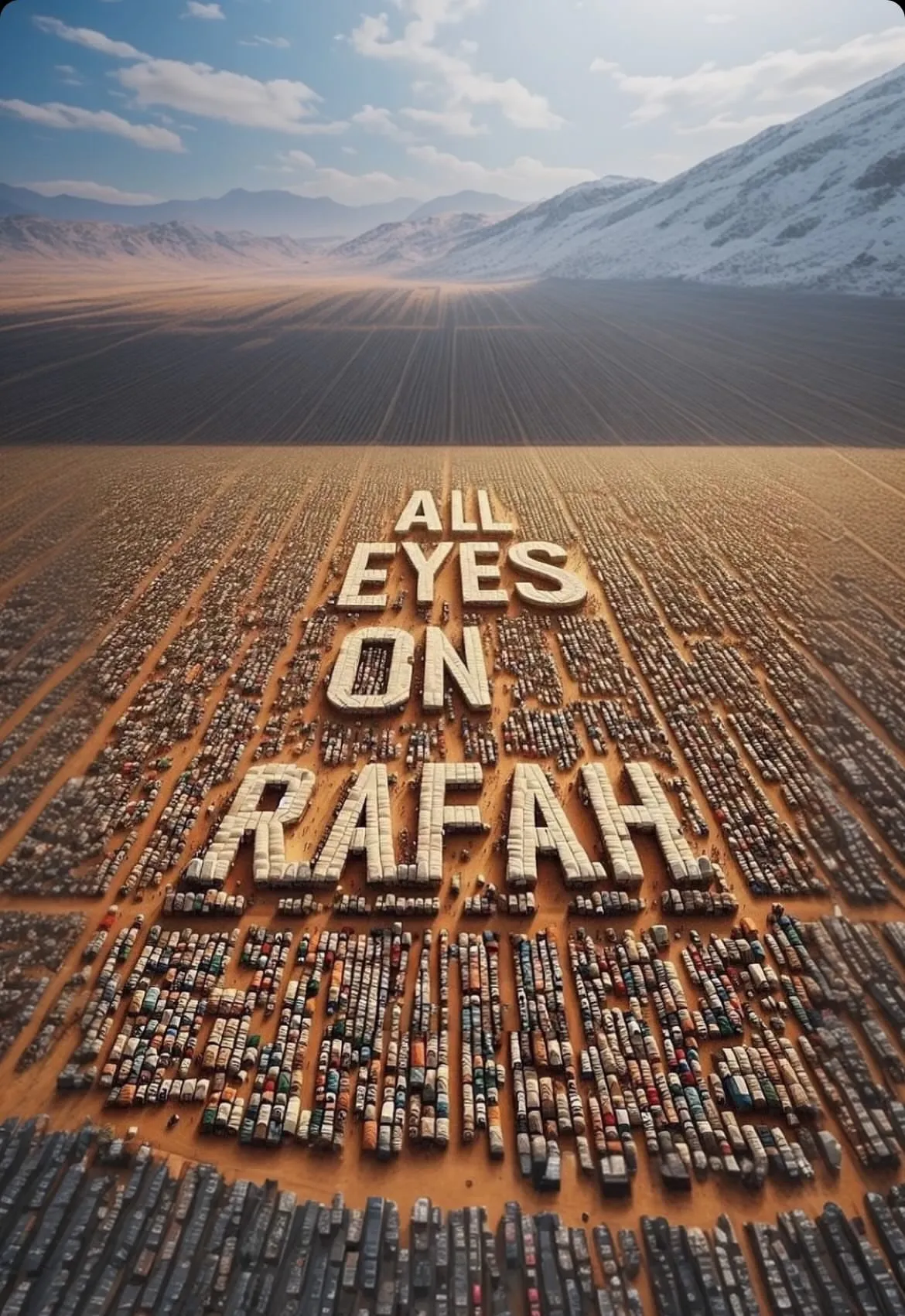
صورة "كل العيون على رفح" التي أنشأها الذكاء الاصطناعي وانتشرت على نطاق واسع على إنستغرام في مايو 2024ء

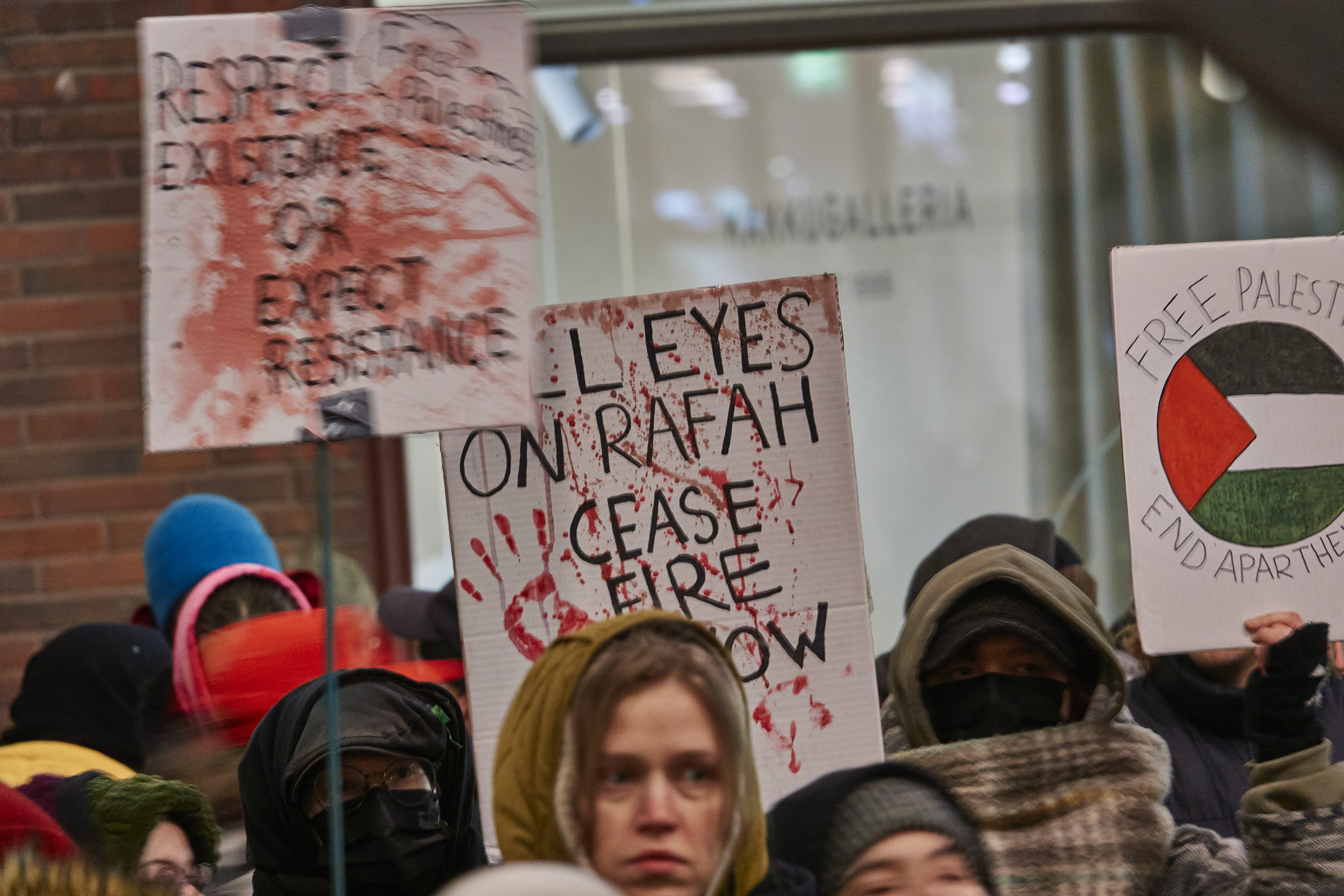
العبارة الموجودة على لافتة أثناء مظاهرة في هلسنكي، فنلندا في فبراير 2024

كل العيون على رفح هو شعار سياسي لدعم فلسطين خلال الحرب بين إسرائيل وحماس، ويستخدم في الغالب على وسائل التواصل الاجتماعي.
هذه العبارة مستمدة من تعليق أدلى به ريتشارد "ريك" بيبركورن، ممثل منظمة الصحة العالمية في غزة والضفة الغربية، عندما قال للصحفيين في الأمم المتحدة في فبراير 2024 إن "جميع العيون على رفح". بدأت مشاركة هذا المقتطف من بث بيبيركورن عندما بدأ هجوم رفح في أوائل شهر مايو 2024، وانتشرت صورة للشعار تم إنشاؤها بواسطة الذكاء الاصطناعي على موقع إنستغرام في وقت لاحق من ذلك الشهر.
ظهر الهاشتاج #aleyesonrafah في مقاطع الفيديو التي تمت مشاهدتها ملايين المرات على تيك توك، وتم استخدام الشعار دوليًا في الاحتجاجات'.

## المعنى والأصل
عبارة "كل العيون على رفح" تشير إلى هجوم رفح، وهي عملية عسكرية مستمرة في مدينة رفح وما حولها، وهي مدينة قريبة من حدود قطاع غزة مع مصر، بحلول فبراير/شباط 2024ء عندما أعلنت إسرائيل العملية، تم دفع ما يقرب من نصف سكان غزة البالغ عددهم 2.3 مليون نسمة إلى رفح بسبب الأوامر الإسرائيلية للفلسطينيين بالإخلاء هناك والإجراءات التي اتخذت في أماكن أخرى من القطاع. وقد أدانت العديد من الدول هذا الإعلان. وغادر نحو مليون مدني فلسطيني رفح بعد تحذيرات متكررة ودعوات إسرائيلية للإخلاء قبل بدء العمليات العسكرية الإسرائيلية. واتبع نحو مليون من سكان غزة التعليمات الإسرائيلية وتم إجلاؤهم من رفح.

## الصورة الفيروسية
في أواخر مايو 2024ء تمت مشاركة صورة تم إنشاؤها بواسطة الذكاء الاصطناعي تصور هذه العبارة أكثر من 47 مليون مرة في غضون أيام قليلة على إنستغرام، وانتشرت على نطاق واسع على وسائل التواصل الاجتماعي حول حرب إسرائيل على غزة. المستخدمون الذين لديهم عدد كبير من المتابعين، بما في ذلك المشاهير مثل بيلا حديد ونيكولا كوغلان، شاركوا أيضًا في هذا الاتجاه. تُظهر الصورة المصاحبة للجملة، التي تم إنشاؤها بواسطة الذكاء الاصطناعي، منظرًا جويًا لمخيم تم إنشاؤه في صفوف منظمة من الخيام، مع قمم ثلجية في الخلفية. خيم ذات ألوان فاتحة مكتوب عليها عبارة "كل العيون على رفح". تم نشر الصورة في الأصل بواسطة مصور ماليزي/سنغافوري.
يُعتقد أن أصل صورة "كل العيون على رفح" نشأ من مؤلف ماليزي، وكان مؤلف المنشور قد أنشأ في السابق صورة تم إنشاؤها بواسطة الذكاء الاصطناعي لرئيس الوزراء الإسرائيلي تحمل اسم "ساتانياهو" بالإضافة إلى خريطة تم فيها استبدال "إسرائيل" بـ "فلسطين".

### نقد
انتقد بعض مستخدمي وسائل التواصل الاجتماعي هذا الاتجاه، وقارنوه بـ Blackout Tuesday لعام 2020، والذي انتقده البعض لكونه نشاطًا أدائيًا أو إشارة إلى الفضيلة. واقترح مستخدمون آخرون أن الاتجاه السائد هو تطهير الأحداث الجارية، وأنه يجب على المستخدمين بدلاً من ذلك نشر صور فعلية من رفح.
بعد أن شارك العديد من مشاهير بوليوود ملصق كل العيون على رفح على وسائل التواصل الاجتماعي، بدأت عبارة "مقاطعة بوليوود" في الانتشار على تويتر. سأل المستخدمون المشاركون في اتجاه مقاطعة بوليوود الممثلين الهنود الذين شاركوا الصورة عن سبب عدم تحدثهم علنًا عن الهجمات على الهندوس في بلدان أخرى، مثل باكستان.
رد مؤيد لإسرائيل على الصورة التي تساءلت "أين كانت عيناك يوم 7 أكتوبر؟" تمت إزالته بواسطة ميتا بعد مشاركته من قبل عدة مئات الآلاف.